# Monticellina luticastella
Monticellina luticastella är en ringmaskart som först beskrevs av Jumars 1975.  Monticellina luticastella ingår i släktet Monticellina och familjen Cirratulidae. Inga underarter finns listade i Catalogue of Life.